# Talovka (Kamtxatka)
|  | Per a altres significats, vegeu «Talovka». |

Talovka (en rus: Таловка) és un poble del krai de Kamtxatka, a Rússia, que el 2021 tenia 170 habitants. Pertany al districte de Kàmenskoie.